# Continuo (teoría)
Las teorías o modelos acerca de continuos explican las variaciones en una variable específica a través de una transición cuantitativa gradual que no presenta cambios ni discontinuidades abruptas. En cambio, los modelos 'categóricos' proponen estados cualitativamente diferentes.

## En la física
En la física, por ejemplo, el modelo continuo espacio-tiempo explica el espacio y el tiempo como parte de un mismo continuo y no como entidades separadas. Un espectro en física (por ejemplo, de luz) suele denominarse 'espectro continuo' (una energía que presenta todas las longitudes de onda) o 'espectro discreto' (una energía que presenta tan sólo ciertas longitudes de onda). En cambio, la teoría cuántica incluye cuantos, que se distinguen de las cantidades continuas.

## En la psicología
Algunas escuelas o teorías psicológicas proponen la existencia de diferencias discretas entre los individuos (es decir, toda persona tiene ciertos rasgos de personalidad y no otros) o bien la existencia de un continuo (todo individuo se encuentra en algún punto dentro de una dimensión específica de la personalidad). Esto puede aplicarse también a disciplinas tales como el derecho, la sociología o la ética para explicar o juzgar las variaciones en el comportamiento humano.
En la psicología clínica o en la psiquiatría, los modelos categóricos intentan distinguir y definir enfermedades o trastornos mentales específicos, mientras que los modelos continuos o dimensionales proponen que algunas personas son más extremas que otras en dimensiones particulares.